# Ibrány
Ibrány is een plaats (város) en gemeente in het Hongaarse comitaat Szabolcs-Szatmár-Bereg. Het is de hoofdstad van de District Ibrány ( Ibrányi járás) en telt 6648 inwoners (2018).

## Geschiedenis
Het kasteel werd gebouwd in de 15e eeuw als een grenskasteel tijdens de Turkse tijd. Tegen de tijd van de Rákóczi's Opstand was deze bijna volledig vernietigd.